# جون هيمفيل
جون هيمفيل هو محامي وقاضي وسياسي أمريكي، ولد في 18 ديسمبر 1803 في تكساس في الولايات المتحدة، وتوفي في 4 يناير 1862 في ريتشموند في الولايات المتحدة. نشط حزبياً في الحزب الديمقراطي. وقد انتخب عضو مجلس الشيوخ الأمريكي ‏ عن دائرة Texas Class 2 senate seat ‏ وقد انضم خلال فترته النيابية ‏ (4 مارس 1861 – 11 يوليو 1861) للكتلة البرلمانية الحزب الديمقراطي وانتخب عضو مجلس الشيوخ الأمريكي ‏ عن دائرة Texas Class 2 senate seat ‏ وقد انضم خلال فترته النيابية ‏ (4 مارس 1859 – 4 مارس 1861) للكتلة البرلمانية الحزب الديمقراطي وانتخب عضو مجلس الشيوخ الأمريكي ‏.